# Graphomya opima
Graphomya opima är en tvåvingeart som beskrevs av John Richard Vockeroth 1972. Graphomya opima ingår i släktet Graphomya och familjen husflugor. Inga underarter finns listade i Catalogue of Life.